# Authigène
L'adjectif authigène (du grec authi, ici même) qualifie ce qui s'est formé sur place. Le terme contraire est allogène.
Un minéral authigène est un minéral qui s'est formé au sein de la roche où il se trouve. Ce terme est utilisé surtout pour les minéraux ayant cristallisé au sein d'une roche sédimentaire ou d'une roche métamorphique.
Une roche authigène est une roche qui s'est formée au sein de la formation géologique où elle se trouve. Ce terme est surtout utilisé pour des sédiments, mais aussi pour des roches magmatiques quand le magma provient de la fusion partielle des roches environnantes.